# Cyrtandra virescens
Cyrtandra virescens är en tvåhjärtbladig växtart som beskrevs av Rudolf Schlechter. Cyrtandra virescens ingår i släktet Cyrtandra och familjen Gesneriaceae. Inga underarter finns listade i Catalogue of Life.